# Pantopipetta oculata
Pantopipetta oculata är en havsspindelart som beskrevs av Stock, J.H. 1968. Pantopipetta oculata ingår i släktet Pantopipetta och familjen Austrodecidae.
Artens utbredningsområde är Indiska oceanen. Inga underarter finns listade i Catalogue of Life.